# Jacarepaguá
Jacarepaguá (nom en Guaraní) és un barri de la Zona Oest de la ciutat de Rio de Janeiro, localitzat en la Baixada de Jacarepaguá, entre el Maciço de la Tijuca i la Serra de la Pedra Branca. Amb una superfície de 75,80 km², és el quart barri més gran de la ciutat. El 2000, la seva població era de 100.822 persones, la qual cosa el situava com el 9è barri més populós de Rio.
No obstant això, és un barri en procés de disgregació, perquè hi ha importants àrees, que històricament s'han considerat com la part principal de Jacarepaguá, que amb el temps s'han anat separant i conformant com a barris propis, com és el cas d'Anil, Curicica, Cidade de Deus, Freguesia (Jacarepaguá), Gardênia Azul, Pechincha, Praça Seca, Tanque i Taquara, que juntament amb Vila Valqueire i Jacarepaguá mateix, formen part del districte XVI (Jacarepaguá) del municipi de Rio de Janeiro.
La resta de l'antic barri de Jacarepaguá és avui un nombrós grup de localitats amb nomenclatures pròpies que són, en general, delimitacions recents que no s'han denominat oficialment com a barris per la Prefectura de Rio. Existeix la creença que amb el temps Jacarepaguá desapareixerà com a barri i quedarà com una referència històrica per als barris veïns.